# Думбадзе, Иван Антонович
Иван Антонович Думбадзе (груз. ივანე ანტონის ძე დუმბაძე; 19 января 1851 — 1 октября 1916) — генерал-майор Свиты, ялтинский градоначальник в 1914—1916 годах, монархист, черносотенец — один из покровителей Союза Русского Народа.

## Биография

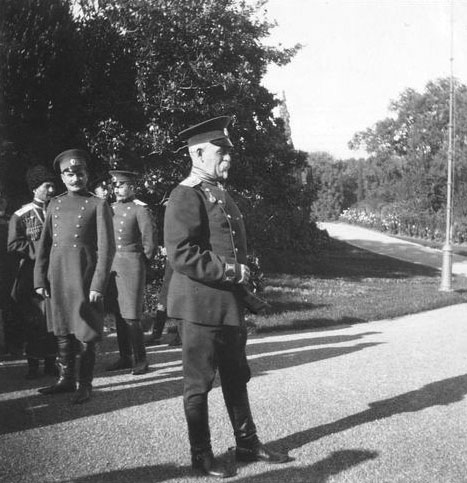
Генерал Думбадзе в ожидании прибытия Николая II

Мать Ивана Антоновича Думбадзе происходила из грузинского княжеского рода Накашидзе, жившего в Кутаисской губернии. Отсутствие у Ивана Думбадзе дворянского титула, по общему правилу наследуемого по мужской линии, косвенно указывает, что его отец, Антон Думбадзе, происходил из простой семьи; других сведений о его происхождении нет.
По окончании Кутаисской классической гимназии поступил в Тифлисское пехотное юнкерское училище. Окончив его по 1-му разряду, 20 декабря 1872 года произведён в прапорщики с определением в 18-й Кавказский линейный батальон, из которого в 1875 году переведён был в 162-й пехотный Ахалцихский полк. 18 октября 1876 произведён в подпоручики. Участвовал в русско-турецкой войне 1877—1878 годов, за боевые отличия в 1878 году был произведён в поручики.
В 1879 году в должности командира сотни поручик Думбадзе откомандирован в распоряжение военного губернатора Батумской области в составе карательной экспедиции против действовавших там повстанцев. 27 января 1880 года пожалован чином штабс-капитана и определён для дальнейшего несения службы в Гурийскую пехотную дружину. В столкновении с горцами, убив двух из них, был сам ранен. За проявленное геройство в 1882 году награждён орденом св. Анны 3-й степени с мечами и бантом. 7 августа 1882 года произведён в капитаны. В 1886 году в вооружённой стычке с очередным отрядом горцев был контужен в голову. За эту операцию награждён орденом св. Анны 2-й степени с мечами.
В 1887 году Думбадзе назначен председателем Дружинного суда и определён в 3-ю Кавказскую туземную дружину. По некоторым сведениям, к концу этого периода Думбадзе сближается с грузинскими националистами
. 26 февраля 1894 года произведён в подполковники, 26 февраля 1900 года — в полковники.
16 августа 1900 года назначен командиром 8-го Красноводского резервного батальона, 26 мая 1903 года — командиром 16-го стрелкового полка. Порвав с националистами, Думбадзе встаёт на сторону русификаторской политики
Осенью 1906 года таврический губернатор В. В. Новицкий передоверил полковнику Думбадзе свои права главноначальствующего по Ялте. «Полковник Думбадзе действовал в Ялте совершенно самостоятельно, „быстро и решительно“, не всегда считаясь с существующими законами и мнением Сената». 31 мая 1907 года Думбадзе был произведён в генерал-майоры, а 15 октября того же года назначен командиром 2-й бригады 34-й пехотной дивизии.
10 июля 1908 года, оставаясь градоуправителем Ялты, Думбадзе был назначен командиром 2-й бригады 13-й пехотной дивизии. 23 июля 1912 года назначен в распоряжение военного министра. 6 декабря 1912 года был зачислен в Свиту, а 1 июля 1914 года назначен на вновь учреждённую должность Ялтинского градоначальника.
В августе 1914 года за «сорокалетие беспорочной службы» Думбадзе получил особый знак на георгиевской ленте. За время службы получил ряд русских и иностранных орденов, в том числе персидский орден «Льва и солнца», бухарские ордена «Восходящей звезды» и «Золотой звезды», греческий орден «Спасителя», черногорский орден князя Даниила I. Среди монархистов Думбадзе входил в число противников ввязывания России в Первую мировую войну. Когда она началась, по болезни он в ней не участвовал. Весной 1916 года прибыл на лечение в Киев. Сделанная ему операция не изменила ход болезни, и 15 августа 1916 года по собственному желанию Думбадзе был уволен с должности ялтинского градоначальника, с оставлением в Свите. Скончался в Ливадии, похоронен с отданием военных и гражданских почестей.

## Покушение на Думбадзе
Во время волны революционного террора, поднявшегося во время революции 1905—1907 годов, Думбадзе возложил на домовладельцев и управляющих домами в Ялте ответственность за всех проживающих в их домах людей. Думбадзе объявил, что если из какого-либо здания будет открыта стрельба или брошена бомба в правительственного чиновника, это здание будет снесено.
26 февраля 1907 года с балкона одной из ялтинских дач, принадлежавшей господину Новикову, в коляску Думбадзе, проезжавшего по Николаевской улице бросили бомбу. Силой взрыва Думбадзе был выброшен из коляски и ранен. Были также ранен кучер Думбадзе. Следовавшие за Думбадзе солдаты вбежали в дом, где скрывался террорист, но он успел застрелиться.
Взбешённый полковник «тут же на месте приказал солдатам сжечь дачу дотла, выгнав предварительно её обитателей, но запретив им выносить какое бы то ни было имущество». По его приказу солдаты также оцепили улицу, воспрепятствовав тушению пожара; был разграблен и соседний дом.
Впоследствии владелец и жильцы дачи предъявили к Думбадзе иски на сумму до 60000 рублей (по другим сведениям 75000). Правота истцов была очевидна, и, чтобы не доводить дело до суда, министр внутренних дел Столыпин распорядился удовлетворить их в административном порядке, оплатив все их требования из государственного бюджета России в части сумм, ассигнованных министерству внутренних дел на «непредвиденные расходы».
По воспоминаниям С. В. Маркова, результатом этого покушения была почти полная глухота И. А. Думбадзе на оба уха, тяжёлая контузия всего тела и многочисленные ранения. Глухота со временем почти исчезла, а контузия вызвала тяжёлую сердечную болезнь, от которой Думбадзе и скончался 1 октября 1916 года. Раненый штабс-капитан Сапсай почти совсем оправился, а кучер отделался потерей правого глаза. Ординарцы были легко ранены.
Покушение на Думбадзе было организовано партией социалистов-революционеров (одним из «летучих боевых отрядов»). Информация о том, что за участие в покушении якобы преследовался меньшевик Пётр Войков, историческими документами не подтверждается. В действительности организатором покушения источники называют «одного из боевиков „летучего“ отряда партии эсеров» (по справочнику 1934 года — участником организации покушения) эсера Александра Георгиевича Андреева.

## Политическая деятельность
26 октября 1906 года в связи с обострением общественного неспокойствия Ялта, уездный город, вблизи которого по обе стороны Севастопольского шоссе расположена Ливадия — имение и дворец государя императора — была объявлена на положении чрезвычайной охраны. В соответствии с указом земское управление в городе прекращалось, а права главноначальствующего передавались непосредственно таврическому губернатору Новицкому. Исполнять эти обязанности, находясь в губернском Симферополе, Новицкий не мог, и с согласия царя передоверил свои права по Ялте полковнику Думбадзе.
Имея в лице Николая II, ливадийским имением которого полковник заведовал по совместительству, в новой своей должности Думбадзе стал действовать в Ялте «совершенно самостоятельно, не считаясь с законами и с требованиями сената». Утверждённый им режим, позже получивший название «толмачёво-думбадзевской диктатуры», отличался авторитаризмом, самодурством и попранием основных гражданских прав.
Думбадзе сажал в тюрьму «и высылал лиц, ничем своей политической неблагонадёжности не проявивших. Между прочим, им был выслан из Ялты больной 72-летний тайный советник Пясецкий за то, что отказался выписать в находившуюся в его заведовании читальню „Русское Знамя“, „Вече“ и другие подобные» черносотенные газеты, превозносившие Думбадзе, оправдывавшие его выходки. Его насилие над местной печатью не ограничивалось запретом на публикации лично неугодных ему материалов — под угрозой закрытия газеты и ареста редактора Думбадзе требовал обязательного помещения в них присылаемых им «произведений». Когда же какой-либо столичная газета рисковала выступить с критикой в его личный адрес, Думбадзе отвечал репрессиями против их крымских корреспондентов, как минимум немедленно высылая их. При этом «он не раз делал ошибки и высылал людей, непричастных к этому делу».
Думбадзе навязывал ялтинцам чтение черносотенных газет, в том числе «Вече».
Черносотенные организации находили у Думбадзе полное сочувствие и поддержку. Перед Рождеством 1907 года он обеспечил Союзу истинно-русских людей проведение собрания 23 декабря 1906 года в одной из лучших гостиниц Ялты — «Россия», обеспечив им охрану полицией, как написала газета «Русское Слово», in corpore (с лат. — «в полном составе»), и выступив затем перед собравшимися с речью.
С возникновением Союза русского народа Думбадзе установил теснейшие связи с этой крупнейшей черносотенной организацией России. 1 сентября 1907 года он принял от Ялтинского отдела СРН значок члена этого союза и неизменно покровительствовал этому отделу.

 «Если бы на Руси было ещё два-три генерала Думбадзе, то была бы с корнем вырвана еврейско-инородческая революция, и склонились бы перед священным знаменем Союза Русского Народа все жидовствующие русские» — Отмечал товарищ председателя Киевского губернского отдела СРН Н. С. Мищенко
Именно на даче Думбадзе скрывался от следствия глава СРН А. И. Дубровин, вызванный в суд в связи с расследованием дела об убийстве депутата I Государственной думы Герценштейна.
В 1909 году Думбадзе по телеграфу обратился финляндскому генерал-губернатору Бекману, старшему его по чину и службе, с порицанием его образа действий в Финляндии. Жалоба на это Бекмана была оставлена министерством Столыпина без последствий.
Местного журналиста Первухина, резко критиковавшего Думбадзе на страницах своей газеты, Думбадзе вызвал на дуэль. Первухин в спешке покинул Ялту.
Когда губернатор Тавриды Новицкий, в отсутствие Думбадзе, разрешил нескольким лицам, высланным ранее Думбадзе из Ялты, возвратиться в город, Думбадзе потребовал от Новицкого объяснения своих действий. «Я высылаю, а вы возвращаете тех же самых людей», воскликнул он. В ходе последовавшей ссоры, Думбадзе приказал выслать из Ялты самого губернатора Новицкого. После этого случая Думбадзе ждал смещения со своего поста, но дело было оставлено без последствий.
Неуважительное отношение Думбадзе к неподчинённым ему органам правопорядка и власти не ограничивалось одними только местными судами, функции которых он противозаконно вершил самолично. Поначалу дело касалось «мелочей»: Думбадзе «лично принимал к разбору гражданские иски и быстро постановлял по ним решения, вмешивался в семейные ссоры» и т. п.
В 1910 г., имея гражданское дело в Сенате, Думбадзе посылал туда бумаги без оплаты гербовым сбором. На требования же со стороны Сената отвечал, что «не желает платить, и просит Сенат оставить его в покое со своими незаконными требованиями». Был поднят вопрос о привлечении его к ответственности за неуважительное отношение к сенату, но один сенатор уплатил за Думбадзе гербовый сбор и дело было прекращено. Всё же, в этом же году Думбадзе подал в отставку, но через несколько месяцев был вновь водворён на свой пост: императорская семья пожаловалась, что без Думбадзе не чувствует себя в безопасности — и, гордый столь высоким уровнем, с которого исходила просьба, Думбадзе вернулся на пост градоуправителя.

## Семья
Думбадзе был трижды женат, имел двух дочерей и пятерых сыновей.
1-я супруга — Тереза Иосифовна Думбадзе (урожд.Гуриели; 1864—1890)
- Александр — ротмистр Крымского конного полка, погиб 1 января 1918 года в стычке полка с севастопольскими матросами.
- Антон (1887—1948), подпоручик 13-я артиллерийская бригада 1909, поручик 3-я Сибирская стрелковая артиллерийская бригада 27.02.1912. 2-я автомобильная рота 08.08.1914. Штабс-капитан 03.02.1915 (ст. 24.03.1914). Переведен из 1-й армейский авиационный отряд в 30-й корпусной авиационный отряд 10.11.1915. закончил Киевскую Военную школу лётчиков-наблюдателейВоенный летчик, капитан. После революции эмигрировал во Францию. Похоронен на кладбище Сент-Женевьев-де-Буа, Франция
- Ольга. 1-й брак — князь Александр Луарсабович Магалов (Магалашвили; (1878—1927). Сын — Луарсаб (Илларион), участник 1-го Кубанского («Ледяного») похода.  Погиб в 1937 году во время Гражданской войны в Испании. 2-й брак — Дмитрий Алексеевич Коломнин (1878–1945), сын — Григорий. После 1920-х годов — в эмиграции.
- Нина. Муж — Константин Николаевич Кологривов (1892—после 1954), офицер Лейб-гвардии 4-го Стрелкового Императорской Фамилии полка.

2-я супруга — Софья Викторовна Петрова, дочь генерал-лейтенанта В.А.Петрова.
Судьба сыновей Георгия и Владимира, а также судьба и само имя ещё одного сына доподлинно неизвестны. О Владимире известно только, что он был рядовым в Первую мировую, имел нашивку за ранение. Во время Второй мировой войны он проживал в Гааге, со своей женой Хильдегард Думбадзе и погиб 22 февраля 1944 года под Украиной, будучи гражданским переводчиком. Свидетельство о смерти Владимира Думбадзе
В журнале «Возрождение», номера 202—210 (Париж: 1968-69), опубликованы воспоминания Алексея Ивановича Думбадзе, из которых следует, что своё детство он провёл в Ялте, а его отца, военного, звали Иваном Антоновичем. Вероятно, указанный человек и есть «мифический» Гавриил. Наст. имя — Алексей (умер в 1970 г. в Брюсселе, Бельгия).
Последняя супруга — Мария Степановна Маркова, чей сын (пасынок Думбадзе) Сергей Владимирович Марков (1898—1944), корнет того же полка, что и его сводный брат Александр, посещал семью бывшего царя в Тобольске.
Все три брата И. А. Думбадзе — Иосиф (род. 1865), Николай (1854—1927) и Самсон (род. 1866) — дослужились в русской армии до чинов генерал-майора.

### Монографии, статьи
- Грузинский генералитет (1699—1921): Биографический справочник / Сост. М. Гогитидзе. Киев, 2001
- Иванов А. А. Истинно-русский грузин. Ялтинский градоначальник Иван Антонович Думбадзе (1851—1916) // Воинство святого Георгия: Жизнеописания русских монархистов начала XX века. : Сб  / Сост. и ред. А. Д. Степанов, А. А. Иванов. — СПб., 2006.
- Кирьянов Ю. И. Правые партии в России. 1911—1917. М., 2001;
- Падение царского режима: По материалам Чрезвычайной следственной комиссии Временного правительства. М.-Л., 1926. Т. 3, 4, 7.
- Правые партии. 1905—1917. Документы и материалы. В 2-х тт. / Сост., вступ. ст., коммент. Ю. И. Кирьянова. Т. 1. М., 1998
- Союз русского народа. По материалам Чрезвычайной следственной комиссии Временного правительства 1917 г. М., 1929.
- Спиридович А. И. Великая Война и Февральская Революция 1914—1917 гг. Нью-Йорк, 1966.
- Степанов С. А. Чёрная сотня в России (1905—1914 гг.). М., 1992; 2-е изд.: М., 2005.
- Троцкий Л. Д. Родные тени (Думбадзе и др.) // Троцкий Л. Д. Политические силуэты. М., 1990.

### Периодическая печать
- И. А. Думбадзе (Некролог) // Ялтинская жизнь. 4 октября 1916 года.
- К чествованию И. А. Думбадзе // Вече. Еженедельный журнал. Бесплатное приложение к ежедневной газете «Вече», 20 марта 1908 г.
- Памяти генерала И. А. Думбадзе // Земщина. 5 октября 1916 года.
- Попандопуло Е. И. А. Думбадзе // Ялтинская жизнь, 4 октября 1916 года.;
- Троцкий Л.Д. Карл Маркс и Россия в 1909 г. // Правда. — 21 ноября 1909 года. — № 7. Архивировано 17 января 2010 года.

### Биографии в Интернете
- Думбадзе Иван Антонович
- Думбадзе, Иван Антонович. // Проект «Русская армия в Великой войне».